# Tokkyū Shirei Solbrain
Tokkyū Shirei Solbrain (jap. 特救指令ソルブレイン Tokkyū Shirei Soruburein; Specjalna Jednostka Ratownicza Solbrain) – japoński serial tokusatsu, dziesiąta odsłona sagi Metalowi herosi, kontynuacja Winspector, a także druga część trylogii Rescue Heroes. Wyprodukowany przez firmę Toei Company, emitowany był na kanale TV Asahi od 20 stycznia 1991 do 26 stycznia 1992. Seria liczyła 53 odcinki.

## Fabuła
Po rozwiązaniu Winspector, Shunsuke Masaki postanowił stworzyć kolejną grupę zadaniową uzbrojoną w najnowocześniejszy sprzęt i kombinezony bojowe. Owocem jego starań jest Solbrain- specjalna grupa policyjna, która specjalizuje się także w działaniach ratowniczych. Do grupy dołącza młody detektyw Daiki Nishio oraz policjantka Reiko Higuchi. Wraz z innymi członkami grupy oraz robotem Sol Dozerem, dwójka musi stawiać czoła nowym wyzwaniom, niebezpiecznym kryminalistom i ratować ludzkie istnienia od katastrof.

## Solbrain
- Daiki Nishio/Sol Braver (西尾 大樹/ソルブレイバー Nishio Daiki/Soru Bureibā)
- Reiko Higuchi/Sol Jeanne (樋口 玲子/ソルジャンヌ Higuchi Reiko/Soru Jannu)
- Sol Dozer (ソルドーザー Soru Dōzā)
- Shunsuke Masaki (正木 俊介 Masaki Shunsuke)
- Jun Masuda (増田 純 Masuda Jun)
- Kamekichi Togawa (戸川 亀吉 Togawa Kamekichi)
- Takeshi Yazawa (矢沢 武 Yazawa Takeshi)
- Midori Aikawa (相川 みどり Aikawa Midori)
- Cross 8000 (クロス8000 Kurosu Hassen)
- Ryōma Kagawa/Knight Fire (香川 竜馬/ナイトファイヤー Kagawa Ryōma/Naito Faiyā)

## Obsada
- Daiki Nishio: Kōichi Nakayama
- Reiko Higuchi: Mitsue Mori
- Sol Dozer: Seizō Katō (głos)
- Shunsuke Masaki: Hiroshi Miyauchi
- Jun Masuda: Hidenori Iura
- Kamekichi Togawa: Kōtarō Kishi
- Ryōma Kagawa: Masaru Yamashita
- Midori Aikawa: Mayuko Irie
- Takeshi Yazawa: Kaname Kawai
- Cross 8000: Masaki Terasoma (głos)